# ブラッセル体制
ブラッセル体制（ブラッセルたいせい）とは、民事および商事に関する渉外紛争について裁判管轄などを定める欧州諸国間の条約等の総称である。この条約等は、事件を審理すべき管轄区域を定める詳細な規則を含むとともに、外国においてなされた裁判の承認・執行をも規律する。

## 概要
ブラッセル体制は、ブラッセル条約、ルガノ条約およびブラッセルI規則により構成される。
1. ブラッセル条約は、正式には「民事及び商事事件における裁判管轄及び裁判の執行に関する条約」（英: Convention on jurisdiction and the enforcement of judgments in civil and commercial matters）と呼ばれ、裁判管轄の規則を統一し訴訟競合を予防することにより、経済効率を高め、市場の統一を促進するため、1968年に欧州連合（EU）の加盟国により締結された条約である。
2. ルガノ条約は、正式名称はブラッセル条約と同一であり、内容もほぼ同一である。この条約は1988年にEFTAの加盟国のうちリヒテンシュタインを除く6か国との間で締結された。EU・EFTAの非加盟国がこの条約に加入することも可能であるが、ポーランドがEU加盟前にこの条約に加入した一例を除いてはそのような事例はない。
3. ブラッセルI規則は、正式には「民事及び商事事件における裁判管轄及び裁判の執行に関する2000年12月22日の理事会規則（EC）44/2001」（英: Council Regulation (EC) No 44/2001 of 22 December 2000 on jurisdiction and the recognition and enforcement of judgments in civil and commercial matters）と呼ばれる。この規則はEUの全加盟国について直接適用されるため、EU内では、前記2条約の大部分がこの規則によって置き換えられている。規則の内容はブラッセル条約と一部異なるものの変更点は少ない。2002年3月1日に発効した[1]。

これらの条約等の内容は類似しているものの、一部において差異がある。一般に、適用される条約等は被告の住所によって定まる。よってブラッセルI規則は被告がEU加盟国に住所を有しているとき適用されることになる。2007年7月1日までデンマークは例外とされていたが、デンマークと欧州共同体との間で合意が成立し、以後デンマークにもこの規則が適用されることになった。ルガノ条約は被告がアイスランド、ノルウェーまたはスイスに住所を有しているとき適用される。外国判決の承認・執行に関して適用される条約等も、判決を下した国を基準として同様に定まる。

## 適用分野および内容
- ブラッセル条約は、以下で条数のみ記載する。

ブラッセル体制は、民事および商事事件を適用範囲とする（1条）。紛争の主要な争点が家族法、破産などの倒産手続、社会保障、仲裁のうちいずれかに属する場合は、ブラッセル体制の対象外である。
2条は裁判管轄に関する一般規定であり、人は住所を有する国において訴えられることができると規定している。住所は各国法に基づき受訴裁判所によって判断される（52条・53条）ため、ある人が複数国に同時に住所を有することもあることになる。
4条は、締約国に住所を有しない被告に関する裁判管轄は既存の規定による旨定める。したがって、被告の住所が締約国外であれば、ブラッセル体制は適用されず、事件を審理する各国裁判所が各国法における裁判管轄に関する法律により判断することになる。4条はまた、一締約国が裁判管轄について途方もない規定を置いている場合、他の締約国に住所を有する者にもその規定の適用を主張することを許している。例えばフランスが自国民に対して任意の者を自国裁判所で訴えることを認めている場合にこの規定は有益である。というのは、例えばフィンランド国民であってもカナダのような非締約国に住所を有する者をフランスの裁判所で訴えることができるからである。
特別管轄は5条～16条に規定があり、これらの規定が適用される事件については、原告は2条により被告住所国の裁判所に提訴するか、特別管轄地の裁判所に提訴するかを選択することができる。例えば、以下の事件についてはそれぞれ以下の地の裁判所が管轄を有する（5条）。
- 契約事件 - 義務履行地
- 扶養義務事件 - 権利者の住所地または常居所地
- 不法行為または準不法行為事件 - 損害発生地

ブラッセル条約およびブラッセルI規則の解釈は、欧州司法裁判所（ECJ）の管轄に属する。ルガノ条約にはECJへの付託を認める議定書が付属していない。各国裁判所の解釈（ルガノ条約についてはECJの解釈も）は事実上影響力を有するものの、拘束力は持たないため、各国間でこれらの条約等の解釈をめぐって多様な相違が発生している。
また、ブラッセル体制は当事者間での裁判管轄合意を基本的に認めている（17条）ことにも留意すべきである。
ブラッセル体制は締約国の裁判所のみにおいて適用されるため、非締約国が競合する訴訟手続を行うことは妨げられない。もっとも、フォーラム・ノン・コンビニエンス（en:Forum non conveniens）の適用により訴訟手続を停止することもあり得る。

## 主要判例
- 欧州司法裁判所
  - C-189/87, Athanasios Kalfelis v Bankhaus Schröder, Münchmeyer, Hengst and Co. and others 判決
  - C-4/03, GAT, Gesellschaft für Antriebstechnik mbH & Co. KG against LuK Lamellen und Kupplungsbau Beteiligungs KG 付託
  - C-539/03, Roche Nederland BV v Dr FJ Primus and Dr MD Goldenberg 付託